# Baie de Shimabara
Pour les articles homonymes, voir Shimabara (homonymie).
La baie de Shimabara est une baie du Japon située à l'entrée de la mer d'Ariake. Elle est délimitée par la péninsule de Shimabara à l'ouest, le reste de l'île de Kyūshū à l'est et les îles Amakusa au sud. Elle communique avec la mer d'Ariake au nord, la mer d'Amakusa au sud-ouest et la mer de Yatsushiro au sud-est. La ville de Shimabara qui lui a donné son nom est située sur son littoral occidental.
En 1792, au cours de l'éruption du mont Unzen, la baie de Shimabara est le théâtre de la plus grande catastrophe volcanique du Japon avec un glissement de terrain provoquant la formation d'un tsunami qui font tous deux environ 15 000 morts.